# Quênia nos Jogos Olímpicos de Verão da Juventude de 2010
O Quénia (português europeu) ou Quênia (português brasileiro) participou dos Jogos Olímpicos de Verão da Juventude de 2010 em Cingapura. Sua delegação foi composta de dez atletas que competiram em três esportes. Todas as seis medalhas dos quenianos foram conquistadas em provas do atletismo, confirmando a tradição do país no esporte. O Quênia foi a nação africana mais bem colocada no quadro de medalhas.

## Medalhistas
| Medalha | Nome              | Esporte   | Evento                          | Data         |
| ------- | ----------------- | --------- | ------------------------------- | ------------ |
| Ouro    | Gladys Chesir     | Atletismo | 3000 m feminino                 | 22 de agosto |
| Ouro    | Virginia Nyambura | Atletismo | 2000 m com obstáculos feminino  | 23 de agosto |
| Ouro    | Peter Mutuku      | Atletismo | 2000 m com obstáculos masculino | 23 de agosto |
| Bronze  | Alfas Kishoyan    | Atletismo | 400 m masculino                 | 21 de agosto |
| Bronze  | Damaris Muthee    | Atletismo | 1000 m feminino                 | 23 de agosto |
| Bronze  | William Mutunga   | Atletismo | 400 m com barreiras masculino   | 23 de agosto |

## Atletismo
| Evento                          | Atleta                                            | Qualificação | Qualificação | Final           | Final        |
| Evento                          | Atleta                                            | Resultado    | Posição      | Resultado       | Posição      |
| ------------------------------- | ------------------------------------------------- | ------------ | ------------ | --------------- | ------------ |
| 400 m masculino                 | Alfas Kishoyan                                    | 47.79        | 6º (2º q3)   | 47.24           | [ 3 ]        |
| Revezamento masculino           | Alfas Kishoyan (como integrante da equipe África) |              |              | 1:53.45         | 4º           |
| 1000 m feminino                 | Damaris Muthee                                    | 2:47.09      | 7º (3º q2)   | 2:45.42         | [ 6 ]        |
| 3000 m feminino                 | Gladys Chesir                                     | 9:25.44      | 1º           | 9:13.58         | [ 8 ]        |
| 3000 m masculino                | Josphat Kiptis                                    | 8:14.08      | 5º           | Desclassificado | -- (Final A) |
| 2000 m com obstáculos masculino | Peter Mutuku                                      | 5:38.72      | 2º           | 5:37.63         | [ 12 ]       |
| 2000 m com obstáculos feminino  | Virginia Nyambura                                 | 6:42.40      | 1º           | 6:29.97         | [ 14 ]       |
| 400 m com barreiras masculino   | William Mutunga                                   | 53.08        | 6º (3º q1)   | 51.23           | [ 16 ]       |

## Natação
| Evento                | Atleta           | Qualificação | Qualificação | Semifinais  | Semifinais  | Final       | Final       |
| Evento                | Atleta           | Resultado    | Posição      | Resultado   | Posição     | Resultado   | Posição     |
| --------------------- | ---------------- | ------------ | ------------ | ----------- | ----------- | ----------- | ----------- |
| 50 m livre masculino  | David Buruchara  | 25.75        | 31º (5º q4)  | Não avançou | Não avançou | Não avançou | Não avançou |
| 100 m livre masculino | David Buruchara  | 58.17        | 47º (7º q2)  | Não avançou | Não avançou | Não avançou | Não avançou |
| 50 m livre feminino   | Sylvia Brunlehna | 28.55        | 38º (1º q4)  | Não avançou | Não avançou | Não avançou | Não avançou |
| 50 m costas feminino  | Sylvia Brunlehna | 32.90        | 18º (7º q1)  | Não avançou | Não avançou | Não avançou | Não avançou |

## Vela
| Atleta              | Evento            | Regata | Regata | Regata | Regata | Regata | Regata | Regata | Regata | Regata | Regata | Regata | Regata | Pontos | Posição |
| Atleta              | Evento            | 1      | 2      | 3      | 4      | 5      | 6      | 7      | 8      | 9      | 10     | 11     | M      | Pontos | Posição |
| ------------------- | ----------------- | ------ | ------ | ------ | ------ | ------ | ------ | ------ | ------ | ------ | ------ | ------ | ------ | ------ | ------- |
| Laura Kiran Granier | Byte CII feminino | 31     | 32     | 30     | 28     | 30     | 24     | 32     | 31     | 31     | 30     | 30     | 30     | 295    | 32º     |

Notas:
- M - Regata da Medalha
- OCS – On the Course Side of the starting line
- DSQ – Disqualified (Desclassificado)
- DNF – Did Not Finish (Não completou)
- DNS – Did Not Start (Não largou)
- BFD – Black Flag Disqualification (Desclassificado por bandeira preta)
- RAF – Retired after Finishing (Retirou-se após completar a prova)